# 福岡トンネル
福岡トンネル（ふくおかトンネル）は、山陽新幹線の小倉駅 - 博多駅間にある、総延長8,488メートルの複線鉄道トンネルである。福岡県宮若市から糟屋郡久山町にかけて所在する。

## 建設の背景
東海道本線の需要の伸びに伴い建設された東海道新幹線は1964年（昭和39年）10月1日に開業し、さらに飛躍的な輸送量の伸びを示した。これにより東海道の輸送力不足は打開されたが、大阪市以西の区間についても輸送量が伸びて、山陽本線についても輸送力の限界に近付きつつあった。この問題について検討した結果、東海道新幹線との接続の関係から、新幹線をそのまま西に伸ばすことが最良であると判断され、山陽新幹線の建設が決定された。特に輸送力が逼迫していた新大阪 - 岡山間をまず1967年（昭和42年）3月16日に起工し、続いて岡山 - 博多間についても1970年（昭和45年）2月10日に起工することになった。

### 経路の選択
小倉 - 博多間の経路選定にあたっては、筑豊炭田地帯における鉱区権や鉱害地域などが大きな要因となった。ほぼ鹿児島本線沿いの北案、筑豊本線の中間駅または筑前植木駅付近を通過する中央案、直方駅付近を通過する南案の3案に大別して検討を行い、さらに筑豊炭田地帯の遠賀川流域と犬鳴山付近の通過のルートによって7案を作って比較検討した。これらの案の中には、中央案に近い経路から途中で北案に近い鹿児島本線沿いへつなぐものや、犬鳴山付近で南側に経路をずらすものなどがあった。結果的に、小倉駅から北九州トンネルで皿倉山を貫き、遠賀川流域の炭鉱跡をなるべく回避しながら筑豊本線筑前植木駅付近を通り、ほぼ直線的に南西へ向かって犬鳴山直下を通り抜け、吉塚駅付近に取り付いて鹿児島本線沿いに博多駅へ至る経路が選択された。この案は、比較検討された7案の中では延長距離最短で、試算された工費も最安となるものであった。
しかしこの経路は、洪水調節、工業用水の供給、宮田町および若宮町（いずれも現在の宮若市）での上水道用水供給を目的として、1968年（昭和43年）から福岡県が予備調査を行っていた犬鳴ダムの貯水池直下を福岡トンネルが通るものとなっていた。このため福岡県では、新幹線ルートの変更を建設主体の日本国有鉄道（国鉄）に対して要求した。ところが高速性を優先する新幹線ではルートの変更が難しく、また変更すれば開通時期が遅れること、貯水池直下であってもトンネル建設に技術的障害はないことなどから、国鉄はルート変更を拒否し、貯水池直下のトンネル建設が実施されることになった。結果的にはこの計画により、後述するような問題点に長期間にわたって悩まされることになる。

## 建設計画

### 建設担当
山陽新幹線工事の内、小瀬川（広島・山口県境）から博多駅までの区間を国鉄下関工事局が担当して施工することになった。さらに1970年（昭和45年）4月1日に下関工事局傘下に福岡工事事務所を設置して遠賀川より西側を管轄することになった。その下に、福岡トンネル付近を管轄する工事区として若宮工事区と久山工事区が設置されて担当した。いずれの工事区も、福岡トンネル以外の区間も管轄している。また宮若市は建設当時鞍手郡若宮町であったが、若宮町と久山町の境界と工事区の境界は一致しない。

### 建設基準
東海道新幹線では、計画最高速度を200 km/h、許容最高速度を210 km/hとして建設した。これに対して山陽新幹線ではさらなる高速化を想定し、当面考えられる速度としては250 km/hであるとされたが、実現にはさらなる研究が必要であった。このため当面は200 km/h運転を前提とするが、将来的な高速化が行われる際に手戻りとならないように配慮して設計することになり、計画最高速度は250 km/h、許容最高速度は260 km/hとすることになった。実際にはこの後、1986年（昭和61年）11月のダイヤ改正で220 km/h運転が開始され、1989年（平成元年）3月ダイヤ改正で230 km/h運転、1993年（平成5年）3月のダイヤ改正で270 km/h運転、そして1997年（平成9年）3月ダイヤ改正で300 km/h運転を開始している。
こうした速度条件の改訂により、最小曲線半径は東海道新幹線で2,500メートルであったのが、標準で4,000メートル以上、やむを得ない場合は3,500メートルとし、また勾配も東海道新幹線で標準で15パーミル、2.5キロメートル以内に限り18パーミル、1キロメートル以内に限り20パーミルとしていたが、標準勾配を12パーミル以下、最急勾配を15パーミルと、いずれも条件を改良することになった。さらに縦曲線半径も拡大し、軌道中心間隔は4.2メートルから4.3メートルへと拡大した。
トンネルの断面については、東海道新幹線や山陽新幹線岡山以東でバラスト軌道を採用していたところ、岡山以西ではスラブ軌道になったことにより、レール面高さと施工基面高さの間隔が700ミリメートルから400ミリメートルに縮小された。また中央通路の幅や深さが縮小され、トンネル内下水を中央側溝に流すのが標準であったのが、湧水量が多くない限り両側側溝に流す設計にされた。そしてトンネル内での車両故障時に台車の検査を容易にできるように、曲線半径が7,000メートル未満の曲線区間では側壁の半径を大きなものにして、トンネル下断面の幅を拡大した。こうした変更の結果、覆工の巻厚が50センチメートルの直線区間で比較すると、全断面の面積が東海道で76.8平方メートルであったところ、新大阪-岡山間で77.8平方メートル、岡山-博多間で75.4平方メートルとなった。

### 線形
福岡トンネルの平面線形は、下り列車進行方向に対して右に半径4,000メートルの曲線を描きながらトンネルに入り、トンネル内は直線で、下り列車進行方向に対して左に半径8,000メートルの曲線を描きながらトンネルを出る。一方縦断線形としては、下り列車に対し上り4パーミル勾配の中でトンネルに入り、トンネル内でもその勾配を続けて標高103.2メートルのトンネル内最高点に達し、ここから下り7パーミル勾配で下り、さらに下り15パーミル勾配となって、下り3パーミル勾配の途中でトンネルから出る。
福岡トンネル入口は新大阪起点533キロメートル060メートル地点（以下、キロ程を533K060Mのように表記する）、出口は541K548M地点である。

### 工区割
通常、福岡トンネル程度の規模のトンネルであれば、中間に取り付く斜坑などを設けて建設するが、その候補地となる場所が県営ダム工事と競合することから、両側の坑口からの工事しかできないことになった。この結果、東工区と西工区に分割して施工された。東工区は大成建設に、西工区は鉄建建設に発注され、当初は東工区を延長3,540メートル、西工区を延長3,548メートルとして、未契約区間を中間に1,400メートル残していた。しかし東工区は湧水が多く破砕帯にも何度も遭遇したため、工程の都合上西工区から導坑掘削に200メートルの応援を得た。この結果東工区の導坑掘削は3,340メートルとなった。西工区は未契約区間のすべてを工区に加えたほか、当初の東工区の200メートルにおいては導坑掘削も実施し、導坑については5,148メートル、切り広げと覆工については4,948メートルを担当するという長大な施工区間となった。これは当時、片押し施工として日本最長記録であった。さらに工程の遅れを挽回するために、東工区に犬鳴立坑を掘削することになり、これにより約40日の工程回復を実現した。

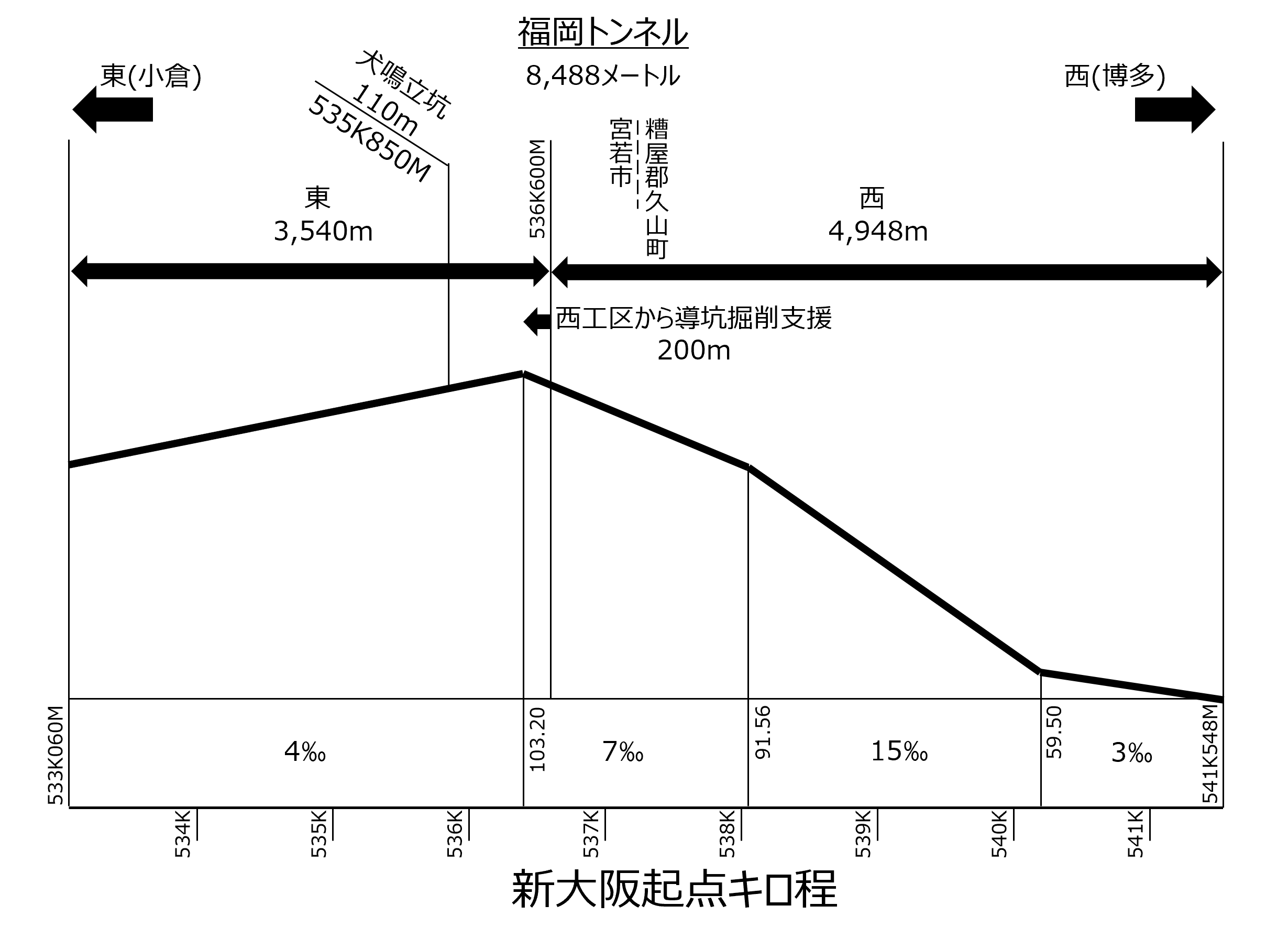
福岡トンネルの工区割と縦断線形を示した図

| 工区名   | 東                                       | 西                           |
| -------- | ---------------------------------------- | ---------------------------- |
| 着工     | 1971年（昭和46年）4月                    | 1970年（昭和45年）11月       |
| 竣功     | 1974年（昭和49年）7月                    | 1974年（昭和49年）7月        |
| キロ程   | 533K060M - 536K600M                      | 536K600M - 541K548M          |
| 延長     | 3,540 m（うち200 mは西工区から導坑掘削） | 4,948 m（導坑掘削は5,148 m） |
| 作業坑   | 犬鳴立坑内径6.0 m深さ110 m 535K850M地点  | なし                         |
| 施工業者 | 大成建設                                 | 鉄建建設                     |

### 地質
福岡トンネルの地質は、着工前に弾性波探査および10本のボーリングによって調査された。トンネルの大部分の地質は、三郡変成岩と呼ばれる古生代末の火成岩、火山砕屑岩の角閃片岩、千枚岩質角閃岩、輝緑凝灰岩などから構成されており、一括して緑色片岩と呼ばれている。新鮮な緑色片岩は非常に硬質で靭性に富むため、福岡市周辺では砕石としてよく用いられている。
付近の断層は、北北西から南南東への方向のものが多く、トンネルとほぼ直交して5メートルから20メートル程度の断層破砕帯となっていた。東工区の坑口から数百メートル程度は花崗岩が風化してできたマサで、西山断層を境に三郡変成岩に入り、断層粘土と思われる地帯では毎分20立方メートルにも上る突発的な湧水が発生して掘削停滞をもたらした。その後も硬質片岩の割れ目に豊富な地下水が充満しており、水のために難航する工区となった。同じ福岡トンネルでも、西工区は水が少なく岩盤も良好で、東西で大きな差を見せる結果となった。

### 工期
国鉄は1969年（昭和44年）6月18日に、運輸大臣に対して岡山-博多間の山陽新幹線延長の認可申請をおこない、9月12日に認可された。この認可申請において、岡山-博多間の工期は約6年とされており、具体的には博多開業を昭和49年度としていた。より具体的な工事計画を同年11月18日に運輸大臣に認可申請し、12月4日に認可された。この工事計画で福岡トンネルも、延長約8.5キロメートルのトンネルとして記載された。これを受けて実際に着工され、博多までの開業は当初工期にぎりぎりとなる1975年（昭和50年）3月10日となった。

## 建設

### 東工区

#### 坑口からの掘削
東工区は、1971年（昭和46年）4月に着工し、5月に掘削を開始した。着工の条件を巡って折り合いがつかなかったため、西工区に対して約5か月遅れての着手となった。
坑口から20メートルの間は土被りがほとんどなく、地質もマサ土であったことから、開削工法で施工した。その後は底設導坑先進上部半断面工法で掘削した。坑口から約600メートルにわたり花崗岩が風化したマサ土区間であり、順調に掘進した。この間、1分間に1トン程度の湧水があった。
533K710M付近（東工区坑口から680メートル）から地質は緑色片岩に変わり、しばらくの間は軟質になったことからかえって進捗はよくなった。しかし次第に湧水は増大し、533K780M付近では1分間に約2トンの湧水が出る破砕帯に突入した。そこで下り列車進行方向右側に断面約4平方メートルの水抜き坑を掘削し、22.3メートル掘ったところで湧水をほぼ水抜き坑に集めることに成功した。その後順調に導坑を掘削してこの破砕帯を突破した。導坑通過後約1か月でこの場所の湧水は枯渇し、上半断面に切り広げた際には湧水はなかった。この破砕帯により導坑掘進が約20日遅れた。
さらに100メートルほど進行すると、導坑の切羽右側から湧水が増えるとともに、圧力がかかって支保工を押し出してくるようになった。縫い返し（掘削のやり直し）や補強を行って対応していたが次第に対応しきれなくなり、湧水量は1分間に約2トンに達した。533K920M付近で進行が思わしくなくなったため、水抜坑も検討したが時間がかかることから、導坑切羽左側に1.8メートル四方の小型化した導坑を8メートル掘削した。これにより湧水を集めることができ、その間に本来の断面の導坑掘削に再着手し、順調に掘削して破砕帯を突破した。これにより再び約20日の損失となった。

#### 534K026M断層破砕帯
2回の断層破砕帯を突破すると、緑色片岩は堅硬なものとなり、今度はのみの折損や発破不良といった問題に悩まされるようになって進行が鈍るようになった。1972年（昭和47年）3月27日に534K026Mまで到達したが、湧水が多く前方に圧力のかかった水があることが予想されたことから、ボーリングにより前方に探りを入れた。5メートルボーリングしたところで掘削不能となり、この穴からは1分間に約1トンの湧水が出た。この穴は自然に塞がったものの、水の出る場所が次々に移動していき、翌28日にはさらに湧水が激しくなって山鳴りが聞こえるようになったため、作業員を退避させた。退避後に大音響とともに大量の水と土砂が噴出し、最大で1分間に約20トンの湧水が出て、500立方メートルの土砂で導坑が埋没した。
調査ボーリングや地質調査の結果、この破砕帯は8メートル幅でその先は硬岩であり、硬岩の割目から湧水が出ていることが判明した。そこで危険のない範囲で流出土砂を除去し、そこから水抜きボーリングを実施した。水抜きボーリング用の機械として、ベルギーのステニック製、西ドイツのクレム製、オーストリアのビューラー製のものが比較され、ビューラーが成果を上げた。半日で50メートルを掘削し、事前に前方をよく確認できて水抜きも果たすという効果があった。
さらに533K983M地点から、下り列車進行方向に対して右側に中心間隔で22メートル離れた位置に断面積9平方メートルの迂回坑を掘削した。この迂回坑は、導坑からの水抜きボーリングの助けにより破砕帯を無事に突破して裏側に回り込み、迂回坑に毎分約3トンの水を集めることに成功した。そこで導坑の再掘削に着手したが、再度毎分約2.5トンの出水があったため断念し、迂回坑側からの掘削を継続した。その迂回坑でも湧水量は次第に毎分8トンへと増大して進行が遅れ、作業員の疲労が激しく離散していくものが多くなり、新たな作業員の確保に苦労することになった。しかし水抜きボーリングと迂回坑からの水抜きがようやく効果を見せて導坑に再着手して破砕帯を突破することに成功した。この間約60万トンの湧水が出て、約4か月の進捗遅れとなった。崩壊地点の200メートル上にある沢は、渇水期でも最低毎分2トンの流量があったが、崩壊4か月後には毎分0.1トンまで減水してしまった。
この破砕帯は、導坑を切り広げる際に問題になると想定されたため、事前に注入を行うことにした。注入ボーリングは計62本で、セメント220トン、砂52トン、水ガラス47立方メートルを注入した。注入材はよく浸透しており、実際の掘削は大きな問題もなく約1か月で作業が完了した。
このような破砕帯からの湧水は作業を非常に困難にし、進捗を遅らせる要因となっていた。地質調査の結果、534K026M地点の破砕帯と同規模の破砕帯がさらに数か所予想されており、これまでと同様の方式で個別に対応していたのでは工期に間に合わないことになる。そこで、後述する調査坑、高速先進ボーリング、強制排水の3種類の工法を組み合わせて対応することにした。この3種類の工法の組み合わせを福岡トンネル方式と称する。
534K026M破砕帯を突破するために掘削した迂回坑は、湧水対策に効果があったため、そのまま導坑に先行して調査坑として掘削を継続することにした。さらに534K550M付近からは下り列車進行方向に対して導坑左側にも同様の調査坑を掘削し、3本並行して掘削を進めることになった。これにより大きな水抜き効果を得て、着実に進捗が得られるようになった。従来のトンネル工事では破砕帯突破を目的に単発的に迂回坑を掘削した事例はあったが、このように連続して掘削した例はあまりなかった。さらに切羽において週に1回を標準として、高速先進ボーリングを実施した。これにより前方の地質確認と水抜きを行う効果がある。このための機械は前述のビューラーが用いられた。そして作業現場に水が溢れていると様々な作業に遅延をきたし、雨合羽を着て作業をしても長時間になると作業員の体力が弱るといった問題があるため、ポンプと排水管を設置して強制排水を行い、作業現場ができるだけ浸水しないように対策した。さらに作業員が体を温められる休憩室を坑内に設けた。これらの対策は費用がかかるものの、破砕帯を着実かつ安全に突破できるようになった。
また536K000M付近に地上から調査ボーリングをした際に、1分間に約60リットルの水が自噴してきた。このような圧力がかかった地下水層があることは当初から問題視されており、工程が遅れている中でこうした層で再度問題を起こすことは許されなかった。そこで350ミリメートル径の大口径ボーリングを行い、水中ポンプを投入して地上から事前に強制排水するディープウェルを実施することにした。これにより、導坑が現地に到達するまで毎分1.2トンの揚水を継続して計97万トン程度を排水した。さらにここ以外にも複数のディープウェルを実施した。

#### 犬鳴立坑の建設

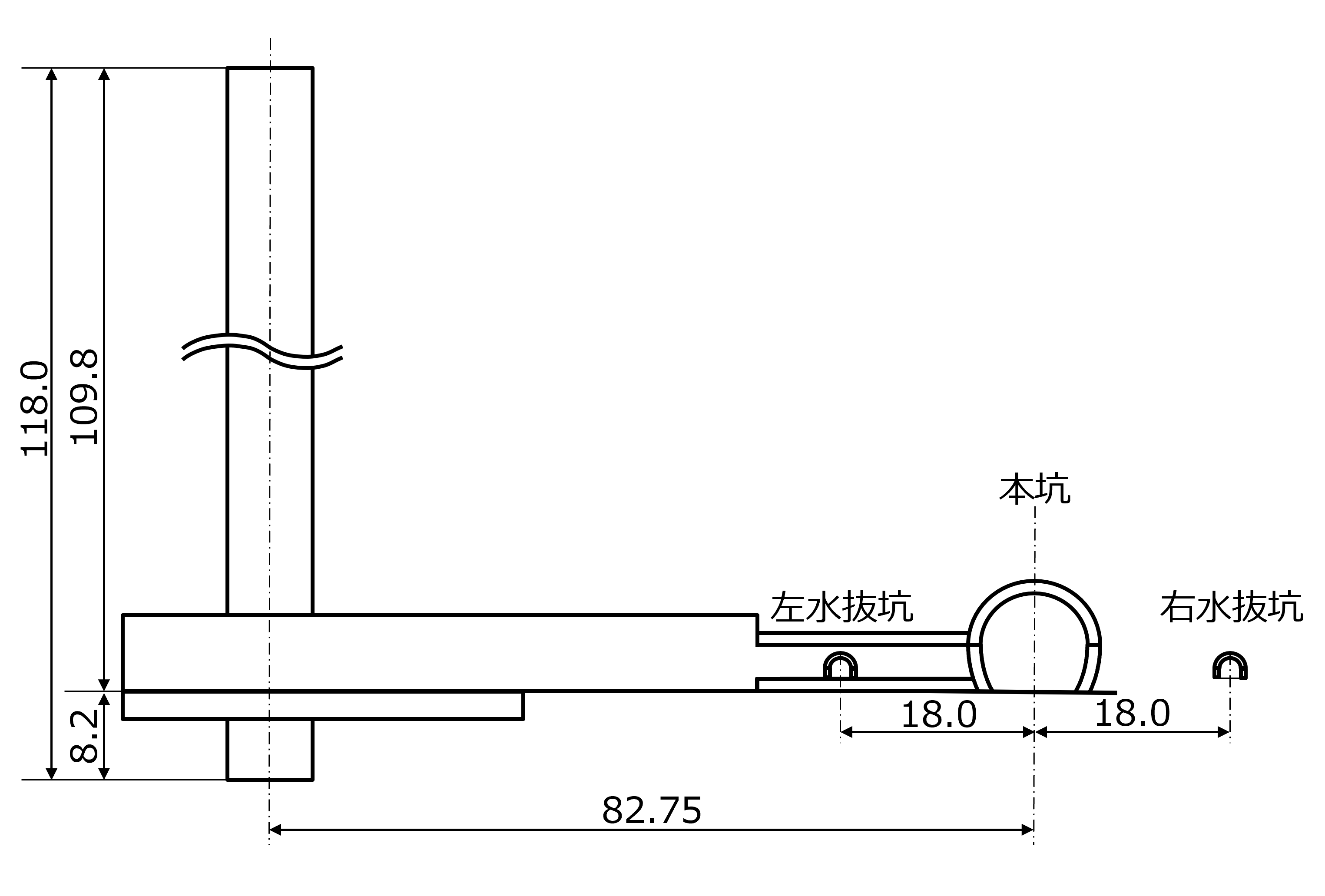
福岡トンネル犬鳴立坑の構造を示した図

534K026Mでの導坑崩壊はトンネル建設の工程を大幅に狂わせた。その後の地質状況から見て、この遅れを東工区で挽回することは困難であり、また順調に掘削を進めていた西工区から東工区を救援することも、あまりに長い工区延長を考えると困難であるとされた。そこで、535K850M付近に立坑を設けることになった。立坑位置は当初の検討時に斜坑を計画した場所であったが、坑口が犬鳴ダムの湛水区域内にあり、ダム工事と競合するために斜坑を断念していた。しかし地元の反対などでダムの着工が遅れていたため、この間に立坑を建設することになった。犬鳴川沿いに大断層があることが判明しており、斜坑を建設するとこの断層とほぼ平行になってしまうことから、立坑にしてこの断層を最短距離で突破することになった。こうして1972年（昭和47年）7月4日に犬鳴立坑に着工した。
立坑掘削時は通常、掘削に最低限必要な程度の小規模の設備で立坑を施工し、坑底まで立坑が完成後に坑底に設備を設置して、本坑掘削用の大規模なズリの搬出設備に変更する。しかし犬鳴立坑では、急遽立坑建設が決定されて準備に十分な時間がなかったこと、たまたま手配できた炭鉱用の立坑設備があったこと、工程的に本格的なズリだし設備への変更余裕がないこと、そして導坑を早く貫通させれば立坑のズリだし能力で不足する分は導坑から坑口へ搬出できることなどから、高さ118メートルの立坑掘削用としては能力が過大であるが、その後の本坑掘削のズリ出しには能力過小な設備を使って施工することになった。
立坑は、内径6メートル、坑口の標高210メートル、坑口から立坑坑底まで118メートル、本坑の施工基面までの深さは109.8メートルあり、下り列車進行方向に対して左側に、本坑中心線から立坑中心線まで82.75メートル離れた位置に設けられた。立坑の掘削には、1回に2 - 3メートル程度を掘削するショートステップ工法を用い、削孔、発破、ズリ搬出を行ってすぐに型枠をセットして築壁を行った。犬鳴立坑は断層破砕帯があり、犬鳴川が近くを流れていたこともあり、防水が大きな問題であり、立坑施工中9回にわたり防水注入の必要があり、施工日数の約45パーセントを防水工事が占めることになった。この結果立坑の工程も当初計画より大幅に遅れて1973年（昭和48年）5月にようやく坑底に到達し、坑底設備の準備もそこそこに本坑へ向かって連絡坑を掘って7月1日に到達し、早速本坑の導坑掘進を開始した。
なお、犬鳴ダムが完成すると立坑の坑口は15メートル程度水没することになるので、立坑使用後は完全な止水の必要があった。ボーリング総延長約3,760メートル、セメント274トン、薬液16立方メートルを注入して完全な止水対策を実施した。

#### 東工区の完成
立坑着工後も坑口からの本坑導坑は掘削を続け、1972年（昭和47年）10月7日ころに534K470M付近で破砕帯に遭遇、さらに11月22日ころに534K585m付近で破砕帯に遭遇と、相次いで破砕帯に遭遇したが、いずれも迂回坑を用いて突破した。1973年（昭和48年）8月9日に東工区坑口からの導坑が、犬鳴立坑からの導坑と貫通した。そして10月27日に東工区導坑と西工区導坑が貫通した。結果的に、立坑の掘削で短縮できた工期は約40日ということになった。
導坑貫通後は上半断面への切り広げ工事を行った。工程を間に合わせるために5か所で切りあがって全断面への切り広げを実施した。その際には湧水の処理やズリの搬出のために、湧水対策で掘削した迂回坑が大いに役立てられた。

### 西工区
西工区は、1970年（昭和45年）11月に着手、翌12月から導坑の掘削を開始した。騒音や振動の対策のために、地元住民との協定で夜間の工事を制約されたが、工事進行上の大きな問題とはならず、順調に工事が進行した。東工区の着工が遅れたことやその後の工事進捗の難航により、工期が間に合わない恐れが出てきたことから、西工区からの応援を行うことになり、工区が延長されることになった。
この工区延長により、導坑掘削完了は遅れることになった。上半断面掘削も遅れることになったため、上半断面へ切りあがる場所も増設して工程の短縮に努めた。さらに後続の路盤コンクリートや中央通路、下水などの作業は競合することになり、施工に頭を悩ませることになった。コンクリートの同時施工箇所が増加したことから、当初準備した坑外設備のコンクリート製造能力では追いつかないことになり、夜間騒音問題から昼夜兼行の稼働はできないことから、昼間の作業時間延長で対応した。機械器具類を長期酷使したにもかかわらず、幸運にも大きな故障なしに済んだ。さらに軌道工事とも競合して作業する必要に迫られたが、トンネル工事と軌道工事が同一業者であったことからなんとか作業を進めることができた。このように無理を重ねたことから、軌道工事は管内最後の完了となった。
導坑掘削が予定の工区延長まであとわずかに迫った時点で工区延長となったことから、作業員の士気が落ちることや、あまりに長い工区で坑口と簡単に連絡が取れない不安感などが懸念された。しかし岡山 - 博多間の他のトンネル工事の最盛期が過ぎた時期であったため、熟練した作業員を投入することができ、問題にはならずに済んだ。

### 完成
1974年（昭和49年）7月に福岡トンネルが竣工した。1975年（昭和50年）3月10日、博多までの新幹線開通とともに、福岡トンネルも供用開始となった。
福岡トンネルの工費単価は1メートルあたり131万円であり、総工費は111億1000万円であった。

### 渇水対策
トンネルの東工区付近では、沢の水や井戸水を飲料水や農業用水として利用していた。トンネル掘削が坑口から約300メートル進行した1971年（昭和46年）7月頃から、トンネル入口付近の草場地区を皮切りに井戸の渇水が生じ、飲料水に支障が生じた。さらに坑口から約1,000メートル進行した1972年（昭和47年）3月の大湧水後は沢水の枯渇も発生し、ちょうど田植えの準備をする時期であったために大問題となった。このため、ボーリングにより井戸を掘削して揚水・配管して約160戸に飲料水を給水した。また農業用水についても坑口やボーリング井戸、沢などから計約7,800メートルの配管を行い、約300ヘクタールの農地に対してポンプで給水する対策を行った。しかしこれらの対策をもってしても山の上の田まで完全に送水することは困難で、1975年（昭和50年）時点で約25ヘクタールの休耕田が生じた。また配水した水が冷たいために、冷害の被害も生じた。これらの対策や補償に約3億円を要した。
また福岡県の計画していた犬鳴ダム貯水池直下を通るトンネルで、約100メートルの土被りがあることからトンネルのダムへの影響はないと事前には考えていたが、実際には多くの亀裂が発達していたことから犬鳴川の河川流量を大きく減少させる結果となった。そこで地盤注入を行って止水対策を実施することにした。地上からのボーリングによる注入では範囲が広くなりボーリング長も長くなる問題があり、一方本坑からの注入では列車運行終了後に夜間作業でのみの注入となることから、水抜坑からボーリングを実施して注入を行うことにした。注入を実施したのは535K450Mから536K050Mまでの600メートル区間で、ダムの湛水予定であった100メートル区間を含む。この前後には断層粘土があることからトンネル方向の水の流動を遮水すると考えられ、この区間が選択された。この岩盤注入作業には、新幹線開通後の1975年度（昭和50年度）上半期までかかり、また終わっていなかった水抜坑の覆工を完全に終えるには下半期までかかった。また犬鳴立坑の閉鎖作業も1975年度（昭和50年度）下半期に実施した。
犬鳴川の枯渇に伴い、谷川のせせらぎが消えてホタルやカジカがいなくなるなど、観光資源の破壊が問題になった。トンネル内からの止水注入作業が効果を発揮するには長時間を要すると見込まれたため、環境の回復と用水の最低限の確保を早急におこなうために、犬鳴川の河床への注入も実施した。深さ5メートルのボーリングを約2メートルおきに実施し、セメントとベントナイトの混合溶液を注入した。
最大時で毎分20トンに及ぶ湧水と格闘するトンネル工事となり、日本のトンネル建設史上十指に入ると称される苦闘となった。周辺は干ばつ常襲地帯であったことから渇水問題の影響は大きなもので、にもかかわらず事前の調査が不十分であったことは大きな反省点であるとされた。なお各種の対策と、岩盤内の空隙が目詰まりを起こして水の浸透量が減少したことの効果などにより、時間の経過によりトンネルへの湧水量は毎分6 - 8トン程度に収まるようになった。

## 犬鳴ダム問題
#経路の選択節で述べたように、福岡トンネルのルートは福岡県が当時調査中であった犬鳴ダムの貯水池直下を通るものとなっていた。福岡トンネルが建設されている最中の1972年度（昭和47年度）にダム事業が建設事業として採択されたが、ちょうどこの頃、トンネル工事の影響によりダム貯水地周辺の沢の水が枯渇してダム事業の成否が危ぶまれる状態となり、事業が中断することになった。これを受けて、#渇水対策節でのべたように、国鉄はトンネル内からの岩盤注入と犬鳴川河床へのボーリングによる注入を合わせて渇水対策工事を行い、ある程度の復水をみた。しかしトンネル建設前に比べて流量は非常に少ないままであった。
国鉄総裁はこの件に関して全責任を負うと明言し、技術的な解決策を検討するために山陽新幹線福岡トンネル技術検討委員会が設置された。この委員会により、1976年（昭和51年）12月23日にダム計画及びトンネルの安全性について支障がない旨の意見書が提出され、また福岡県知事と国鉄の間でトンネルへの漏水を犬鳴川に還元することで覚書が締結された。トンネル内の漏水については、ダムの流域に相当する部分の漏水を還元することとされた。これにより1977年（昭和52年）1月にダム事業が再開された。1987年（昭和62年）2月に、漏水還元事業の建設費と維持管理費について国鉄が県に総額約21億円を支払うことで契約した。まもなく国鉄分割民営化により契約はJR西日本に承継された。さらに1990年（平成2年）12月14日に、ダム湛水によってトンネルに支障が生じても県が責任を負わないことも覚書を締結した。
1990年（平成2年）2月から1992年（平成4年）10月までかけて、全長約6キロメートルの導水管、ポンプ場2か所、調整池1か所、水管橋4か所を建設して、トンネル内漏水のダムへの還元対策を実施した。さらにダム貯水地からの漏水対策工事を実施することになった。対策には多額の費用が必要であり、その効果を疑問視する意見もあったが、仮にトンネルに支障が生じて新幹線を止めることになれば河川管理者も社会的な非難を浴びる恐れがあるとして、対策を実施することになった。この時点でトンネルへの漏水は毎分6 - 8立方メートル程度に落ち着いていたが、対策を実施しなければ貯水池がサーチャージ水位のとき13.6立方メートル/分、常時満水位のとき7.0立方メートル/分だけトンネルへの漏水が増加すると推定された。対策により、この増加量はサーチャージ水位で6.4立方メートル/分、常時満水位で0.9立方メートル/分に抑えられると試算された。漏水対策工は貯水池内を全面的に覆うもので、コンクリートの吹付やベントナイトシートで斜面を覆い、水路には擁壁も施工した。この対策工事にもJRからの補償金を用いた。結果的にサーチャージ水位での最大漏水量は予想した範囲に収まった。
犬鳴ダム本体工事は1988年（昭和63年）6月に発注され、1994年度（平成6年度）に事業が完了した。この間、1992年（平成4年）12月から試験湛水が開始された。1997年（平成9年）5月14日にサーチャージ水位に到達し、試験湛水が成功してダムが完成した。

## コンクリートの安全性問題

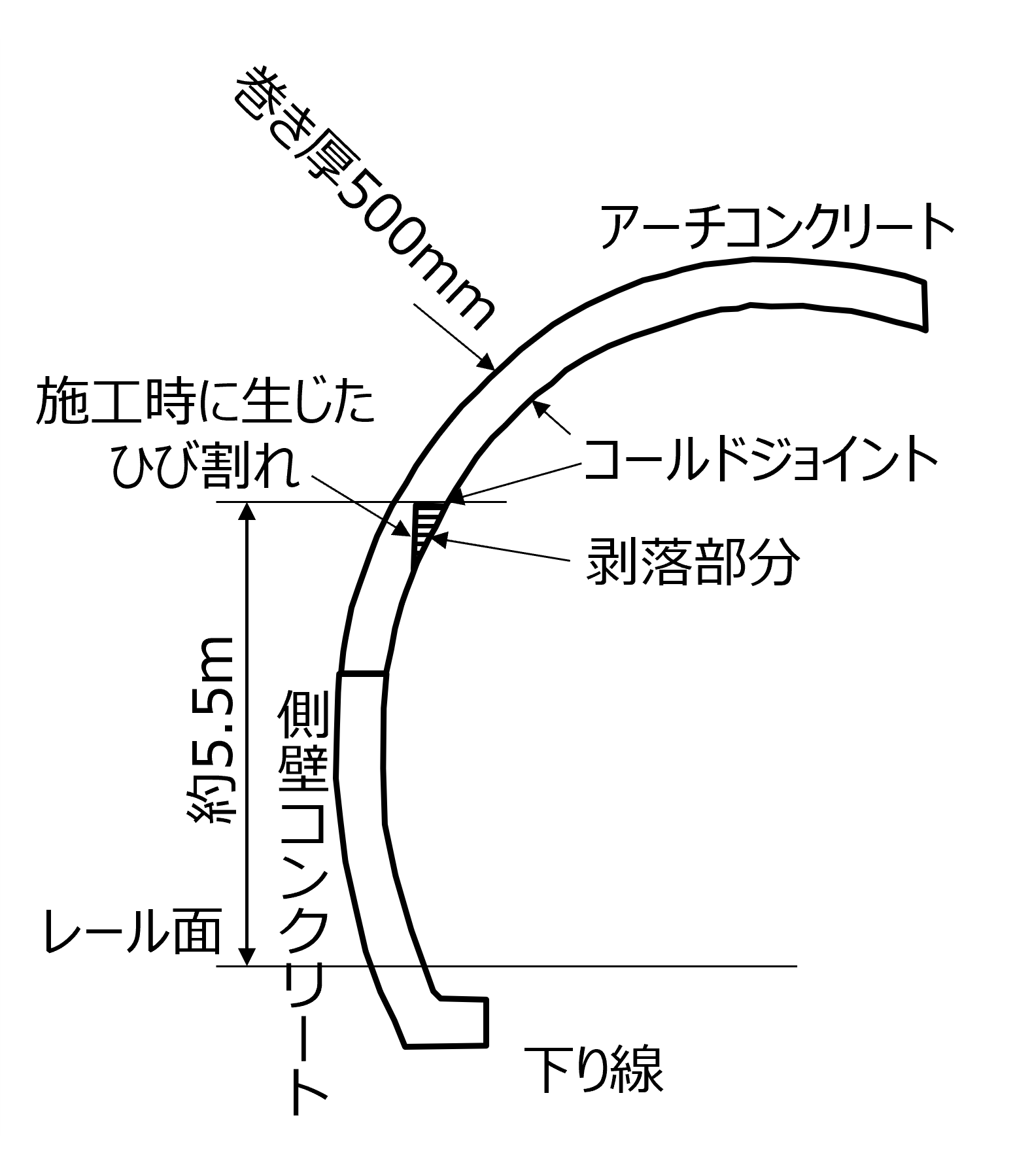
福岡トンネルコンクリート落下事故の剥落部分

1999年（平成11年）6月27日に、福岡トンネル内の覆工コンクリートの一部が剥落し、走行中だった「ひかり351号」を直撃し、車両の屋根やパンタグラフを破損する事故が発生した。落下したコンクリート塊は車両を次々に損壊させたのち、大きく3個に分割された状態で発見された。車両の脱線転覆などには至らず、死傷者も発生しなかったが、ダイヤを大きく混乱させて十数万人の乗客に影響を与えることになった。
現場は、博多側坑口から2,035メートル地点で、建設時は西工区だった場所であった。この付近の地質条件は良く、順調に施工された区間であった。落下したコンクリート塊は長さ約2メートル、重さ約200キログラムで、トンネル覆工のアーチコンクリートと側壁コンクリートの間の肩の部分、レール面から高さ約5.5メートルの位置から脱落していた。剥離面はほぼ水平な面と鉛直な面で構成され、元のトンネル表面と合わせてほぼ三角形の断面となっていた。このうち、水平剥離面はコンクリートの連続打設ができなかったために生じたコールドジョイントであるとされ、建設当時から存在していたものとされた。一方鉛直側の剥離面は、事故発生のかなり前から空気と接触して中性化しており、こちらもかなり古い時代に発生したものと推定された。これに対して現場付近ではトンネル背面からの湧水はなく、コンクリートは乾燥状態で、水による劣化現象は生じていないとされた。
建設時には工程が非常に厳しく、西工区でも1日当たりの工事量を増加させて工期を回復する必要に迫られ、途中でアーチコンクリートの打設を同時に2か所で行っていた時期があった。剥落現場もこの2か所同時施工時期の施工であり、こうした工事量の増加が影響を及ぼしたものと見込まれた。このため本来連続的に行われるべきコンクリート打設作業が、コンクリート供給速度の低下やポンプのつまりなどによって中断し、コールドジョイント発生に影響したと推定された。ただし、落下したコンクリート塊から採取したコアの圧縮強度は、設計基準強度の160 kgf/cm2を上回る280 kgf/cm2程度であり、塩化物イオン量も小さく、アルカリ骨材反応による膨張圧も計測されておらず、コンクリートそのものの材料的原因ではないとされた。
最終的に推定された原因は、アーチ部コンクリートを打設する際に下部にコンクリートが打設された時点でいったん打設が中断され、下部が硬化した後に打設が再開されたため、この部分がコールドジョイントとなった。またアーチ上部コンクリートの打設に際して自重により型枠が変形・沈下し、硬化したとはいえ強度発現がまだ不十分だったアーチ下部コンクリートを引っ張る応力が発生して、鉛直面にひび割れが発生した。この微細なひび割れは、完成後の長い間に列車通過による振動や空気圧変動の繰り返しにより次第に拡大し、最終的に列車の通過が引き金となって剥落に至った、とされた。
この事故後、JR西日本はコールドジョイントに着目したトンネル点検を実施し、落下予防措置を講じて8月に安全宣言を出した。しかし10月9日になり、北九州トンネル内で始発前に重さ約226キログラムのコンクリートの塊が下り線線路わきに落ちているのが発見され、トンネル点検が終了するまで約10時間にわたって運転を見合わせることになった。剥落したのは打込み口と呼ばれる、側壁コンクリートにコンクリートを打設するときに、コンクリートが回り込みやすくするために設けられた突起部であり、前回の点検対象となっていなかった。これと同時期に、鉄筋コンクリート橋の中性化によるコンクリート片剥落事故や公団住宅の塩害によるコンクリート剥落事故などが相次いだことから、コンクリートの品質に対する社会的な不安をもたらした。
これを受けてJR西日本は、山陽新幹線トンネル安全総点検を実施した。1999年（平成11年）10月25日から52日をかけて、山陽新幹線の全142トンネル総延長280,495メートルの覆工総面積約590万平方メートルに対して、全面の打音検査を実施した。また漏水樋など後付け設備についても固定状況を確認し、問題の確認されたコンクリートについては除去などの措置を実施した。健全であると判断された覆工面積は全体の約99.8パーセントで、異音が発見されたのは約0.2パーセントの9690.2平方メートルであった。これらの箇所に対しては、ハンマー打撃による強制的叩き落としや鋼板等による補修、個別に状態監視をするなどの対策を行った。この総点検結果を受けて、12月17日に運輸省により安全が宣言された。
この問題を受けて、運輸省ではトンネル保守管理マニュアルを通達し、それに基づいてJR西日本でもトンネル保守管理の手引きを作成した。さらに総点検で得た変状の情報を管理するために地理情報システム (GIS) を利用したトンネル保守管理システムが2000年（平成12年）に構築された。また、効率的にトンネル検査を実施するための検査専用車両が2001年（平成13年）に5台配備され、レーザー光の反射の濃淡により変状などの把握ができるトンネル覆工表面撮影システムも2002年（平成14年）に開発配備された。補修についても、高密度ポリエチレン繊維一体型光硬化樹脂接着シートを用いて剥落防止対策ができる技術が開発され、2004年（平成16年）の新潟県中越地震を受けてトンネル覆工の裏込め注入やロックボルトの打設対策が行われるなど、技術的な対策取り組みが継続されている。

## 年表
- 1970年（昭和45年）
  - 11月28日：起工式[91]。
  - 11月：西工区着工[26]。
  - 12月：西工区掘削開始[39]。
- 1971年（昭和46年）
  - 4月：東工区着工[26]。
  - 5月：東工区掘削開始[39]。
- 1972年（昭和47年）
  - 3月28日：東工区534K026M断層破砕帯で切羽が崩壊し大量湧水[46]。
  - 4月末：迂回坑で534K026M断層破砕帯を突破[46]。
  - 7月4日：犬鳴立坑に着手[28]。
  - 8月3日：導坑が迂回坑からの導坑と連絡し、534K026M断層破砕帯を克服[46]。
- 1973年（昭和48年）
  - 5月：犬鳴立坑が坑底に到達[28]。
  - 7月1日：犬鳴立坑から本坑に到達[28]。
  - 8月9日：東工区坑口からの導坑が犬鳴立坑に到達[28]。
  - 10月27日：東工区と西工区の導坑が貫通[28]。
- 1974年（昭和49年）7月：トンネル竣工[27]。
- 1975年（昭和50年）3月10日：山陽新幹線開通[62]、福岡トンネル供用開始。
- 1999年（平成11年）6月27日：福岡トンネル内で覆工コンクリートの一部が剥落して、走行中の「ひかり351号」に直撃する福岡トンネルコンクリート塊落下事故が発生[76]。